# Jacob Coning
 Ikke at forveksle med Jacob Koninck.
Jacob Jacobzoon Coning, også Jacob Koninck den yngre (ca. 1647 i Haag – 16. juli 1724 i København) var en hollandsk maler, fætter til Philips Koninck. Han er især kendt som prospektmaler og var den første til at udbrede denne genre i Danmark.

## Baggrund
Han var søn af maleren Jacob Aertszoon Koninck og Susanne Dalbenij og skal have været elev af sin fader og af Adriaen van der Velde. Coning ankom til København fra Amsterdam i 1676. 27. maj samme år klagede han til kongen over at være blevet forulempet og bestjålet af medlemmer af malerlauget. Den 9. marts 1677 bad han kongen om beskærmelse, og fik 30. april samme år kongelig bevilling på at leve som fri kunstner, uafhængig af malerlauget. 1690 tog han borgerskab som maler.

## Hofmaler
Fra 1680 var Jacob Coning i tjeneste for hoffet, og stillingen har han sikkert fået gennem sin hustru, som var kammerpige hos dronning Charlotte Amalie. Han havde fast stilling som hofmaler med 400 rigsdaler kurant i det mindste fra 1698, og var den 6. oktober 1701 en af de seks kunstnere, der søgte kong Frederik IV om at overtage protektoratet over et af dem dannet kunstnersocietet/kunstakademi. De øvrige var Thomas Quellinus, Hendrik Krock, Wilchen Riboldt, Otto de Willarts og Georg Saleman. Coning malede primært prospekter og portrætter, men udførte også håndværkspræget arbejde som forgyldning af rammer m.m. Han havde også en del opgaver som portrætmaler for adelen. 3. september 1682 tog han sin fætter Daniel Danielszoon Coning i lære. Denne stak imidlertid af fra pladsen, men blev senere en kendt blomstermaler i England. 
Han var til forskellige tider, således bl.a. 1698-99 med kongelig understøttelse, i Norge, fra hvilket år Bertel Christian Sandvig nævner "et Landskab med Byen Frederiksstad i Norge", og 1705, da han daterer en tegning fra Christiania. På førstnævnte rejse skulle Coning male prospekter til Frederiksberg Slot.

## Økonomisk ruin
Conings arbejde for hoffet og adelen var ikke nok til at sikre ham økonomisk: I 1697 fik han kongelig bevilling til at bortlodde sine billeder, og i 1711 ansøgte han uden held om tilladelse til det samme. I 1719 holdt han auktion over sine malerier. Han tilbragte sine sidste leveår i den reformerte menigheds fattighus i Store Kongensgade.

## Vurdering
Jacob Coning blev højt værdsat i sin samtid og umiddelbare eftertid. En nutidig vurdering anser han for en dygtig prospekt- og portrætmaler, men en dårlig kolorist.

## Ægteskaber
Coning blev gift 1. gang 1679 med Dorothea Ehrenburg (vistnok begravet 7. juni 1709) og 2. gang 1715 i København med Catharina Hindael eller Kindael (begravet 29. november 1735 sammesteds), datter af kgl. skipper Johann Hindael (Kindael) og NN. 
Han er begravet på Reformert Kirkegård.
Der findes to selvportrætter af Coning: Selvportræt på billede af Frederikshald (1699, Norsk Folkemuseum, Bygdøy) og et selvportræt fra 1713.

## Galleri
- Christian Bielke
- Ole Rømer
- Niels Juel
- Prinsesse Sophie Hedevig
- Peter Wessel Tordenskiold (1720)

- Charlottenborg (1694)
- Frederikshald (1699)
- Oslo Hospital (1699)
- Frederiksborg Slot (1706)